# Papirus 92
Papirus 92 (według numeracji Gregory-Aland), oznaczany symbolem {\displaystyle {\mathfrak {P}}^{92}} – wczesny grecki rękopis Nowego Testamentu, spisany w formie kodeksu na papirusie. Paleograficznie datowany jest na III lub IV wiek. Zawiera fragmenty Listu do Efezjan i 2. Listu do Tesaloniczan.

## Opis
Zachowały się dwa fragmenty Listu do Efezjan (1,11-13.19-21) oraz 2. Listu do Tesaloniczan (1,4-5.11-12). Oryginalna karta miała rozmiary 14,5 na 1,25 cm. Tekst pisany jest w 27 linijkach na stronę.
Nomina sacra pisane są skrótami.
Kurt Aland zaliczył go do trzech wczesnych rękopisów Listu do Efezjan i dwóch wczesnych rękopisów 2. Listu do Tesaloniczan.
Według Comforta jest jednym z sześciu wczesnych rękopisów, który zawierał pełny zbiór Listów Pawła. Pozostałe pięć rękopisów to: Papirus 13, Papirus 15/16, Papirus 30, Papirus 46, Papirus 49.

## Tekst
Tekst grecki rękopisu reprezentuje aleksandryjską tradycję tekstualną. Gallazzi zauważył bliskie pokrewieństwo tekstualne do Chester Beatty II, Kodeksu Synajskiego oraz Kodeksu Watykańskiego.

## Historia
Rękopis znaleziony został w Fajum w 1969 roku. Tekst rękopisu opublikowany został przez Claudio Galazzi w 1982 roku. Aland umieścił go na liście rękopisów Nowego Testamentu, w grupie papirusów, dając mu numer 92.
Rękopis datowany jest przez INTF na III wiek. Comfort datuje na III lub początek IV wieku.
Paleograficznie jest podobny do P. Bodmer IX, P. Cairo Isid. 2, oraz P. Rylands III 489.
Cytowany jest w krytycznych wydaniach Nowego Testamentu (NA27).
Jeden z fragmentów przechowywany jest w Muzeum Egipskim w Kairze (PNarmuthis 69.39a/229a).